# Falcone (Olaszország)
Falcone település Olaszországban, Szicília régióban, Messina megyében. Lakosainak száma 2793 fő (2023. január 1.). Falcone Montalbano Elicona, Furnari, Oliveri és Tripi községekkel határos.

## Népesség
A település lakossága az elmúlt években az alábbi módon változott:
| Lakosok száma | 2796 | 2773 | 2793 |
|               | 2017 | 2018 | 2023 |